# Wikimedista do Ano
O Wikimedista do Ano é um prêmio anual que homenageia os editores da Wikipédia e outros colaboradores dos projetos da Wikimedia para destacar as principais realizações do movimento Wikimedia, estabelecido em agosto de 2011 pelo co-fundador da Wikipedia, Jimmy Wales. Wales seleciona os destinatários e os homenageia na Wikimania, uma conferência anual da Fundação Wikimedia - exceto em 2020, quando o destinatário foi anunciado em uma reunião virtual como consequência da pandemia de COVID-19. De 2011 a 2017, o prêmio foi intitulado Wikipedista do Ano.
Em 2011, o primeiro título foi dado a Rauan Kenzhekhanuly por seu trabalho na Wikipédia em cazaque. No ano seguinte, foi concedido a um editor identificado como "Demmy" por criar um robô para traduzir 15 000 artigos curtos em inglês para o iorubá, uma língua falada na Nigéria. Em 2013, Rémi Mathis, da Wikimédia France e da Wikipédia em francês foi nomeado por seu papel em um conflito em um artigo. Em 2014, o prêmio foi concedido postumamente ao jornalista ucraniano Ihor Kostenko, que promoveu ativamente a Wikipédia em ucraniano em sites de redes sociais e foi morto durante um protesto. Wales nomeou um destinatário não revelado em 2015 e espera algum dia contar sua história. Em 2016, o primeiro prêmio conjunto foi entregue a Emily Temple-Wood e Rosie Stephenson-Goodknight por seus esforços para combater o assédio na Wikipedia e aumentar o conteúdo de mulheres. Outros destinatários incluem Felix Nartey, Farhad Fatkullin, Emna Mizouni e Sandister Tei.
Além do prêmio principal, Susanna Mkrtchyan e Satdeep Gill foram os primeiros a receber menções honrosas em 2015. Desde então, foram conferidas sete menções honrosas.

## Ganhadores
| Ano  | Imagem                              | Ganhador(a)                 | Principal projeto               | Notas | Ref.                    |
| ---- | ----------------------------------- | --------------------------- | ------------------------------- | --- | ----------------------- |
| 2011 |                                     | Rauan Kenzhekhanuly         | Wikipédia em cazaque            | Kenzhekhanuly recrutou uma comunidade estável para melhorar a Wikipedia do Cazaquistão, que em um ano aumentou de 4 para mais de 200 editores ativos e de 7.000 para 130.000 artigos. Wales foi criticado por outros wikipedistas por causa dos laços de Kenzhekhanuly com o governo do Cazaquistão. Wales declarou no Reddit em 2015 que não sabia das posições anteriores de Kenzhekhanuly no governo do Cazaquistão e disse que se soubesse que Kenzhekhanuly iria se tornar vice-governador de uma região do Cazaquistão, ele teria "recusado a dar o prêmio".       | [ 3 ] [ 4 ] [ 2 ]       |
| 2012 | –                                   | "Demmy"                     | Wikipédia em iorubá             | Demmy criou um bot para traduzir 15.000 artigos da Wikipédia anglófona para a língua iorubá, um dos idiomas da Nigéria. | [ 5 ] [ 2 ]             |
| 2013 |                                     | Rémi Mathis                 | Wikipédia em francês            | Remí Mathis recebeu seu prêmio por sua atuação no artigo Estação militar de rádio em Pierre-sur-Haute na Wikipédia em francês. | [ 6 ]                   |
| 2014 |                                     | Ihor Kostenko               | Wikipédia em ucraniano          | Kostenko, um ativista dos protestos Euromaidan, era um editor na Wikipédia em ucraniano que ativamente promovia a Wikipédia nas redes sociais. Ele foi encontrado morto durante os protestos do dia 20 de fevereiro de 2014 e recebeu o prêmio postumamente. | [ 6 ] [ 7 ] [ 8 ] [ 9 ] |
| 2015 | –                                   | Usuário anônimo             | Wikimedia Commons               | Jimmy Wales premiou um editor anônimo da Venezuela que foi exilado por compartilhar fotografias de protestos contra o governo na Wikimedia Commons. | [ 10 ]                  |
| 2016 |                                     | Emily Temple-Wood           | Wikipédia em inglês             | A primeira vez que o prêmio é dado para mais de uma pessoa, Emily e Rosie receberam o prêmio por seus esforços em combater assédio na Wikipédia e de criarem artigos sobre mulheres notáveis. Emily criou quase 400 artigos, e melhorou milhares de outros artigos, especialmente sobre mulheres cientistas, LGBT e saúde das mulheres. Rosie melhorou mais de 3.000 artigos, e co-criando vários grupos para aumentar o número de editoras mulheres e artigos sobre mulheres, como o WikiProject:Women, WikiProject Women in Red e um grupo de usuárias.                | [ 6 ]                   |
| 2016 |                                     | Rosie Stephenson-Goodknight | Wikipédia em inglês             | A primeira vez que o prêmio é dado para mais de uma pessoa, Emily e Rosie receberam o prêmio por seus esforços em combater assédio na Wikipédia e de criarem artigos sobre mulheres notáveis. Emily criou quase 400 artigos, e melhorou milhares de outros artigos, especialmente sobre mulheres cientistas, LGBT e saúde das mulheres. Rosie melhorou mais de 3.000 artigos, e co-criando vários grupos para aumentar o número de editoras mulheres e artigos sobre mulheres, como o WikiProject:Women, WikiProject Women in Red e um grupo de usuárias.                |                         |
| 2017 |                                     | Felix Nartey                | Wikipédia em inglês             | Nartey recebeu o prêmio por adicionar conteúdo sobre seu país natal, Gana, e por liderar várias iniciativas para promover a importância da edição da Wikipedia. Em sua dedicatória, Wales mencionou que Nartey desempenhou um papel de liderança na organização da 2ª conferência Wiki Indaba de 2017 em Acra, e foi fundamental na construção das comunidades locais na África. | [ 11 ] [ 12 ] [ 13 ]    |
| 2018 |                                     | Farkhad Fatkullin           | Wikipédia em tártaro            | Farkhad, além de participar da Wikipédia em sua língua nativa, a língua tártara, também organiza comunidades em outros idiomas de minorias na Rússia. Por ser fluente em inglês, Farkhad ajudou a conectar a comunidade da Wikipédia em tártaro com a comunidade da Wikipédia em inglês. | [ 14 ] [ 15 ]           |
| 2019 |                                     | Emna Mizouni                | Wikipédia em árabe              | Em 2013, Mizouni, juntamente com outras pessoas, fundou a Carthagina, uma organização não governamental em Túnis que atua na conscientização sobre a história e o patrimônio da Tunísia. Ela começou a contribuir para os projetos da Wikimedia em 2013 com o Wiki Loves Monuments daquele ano. Ela ajudou a organizar várias conferências importantes da Wikimedia, incluindo a conferência WikiArabia inaugural, e co-presidiu o comitê de programa do Wikimania 2018. Em 2016, ela entrou para o Comitê de Afiliações e, em 2018, tornou-se vice-presidente do mesmo. | [ 16 ]                  |
| 2020 |                                     | Sandister Tei               | Wikipédia em inglês             | Sandister Tei contribuiu ativamente para os artigos da Wikipedia sobre o impacto da pandemia de COVID-19 em Gana. | [ 1 ]                   |
| 2021 |                                     | Alaa Najjar                 | Wikipédia em árabe              | Najjar foi homenageado na conferência Wikimania 2021, que foi realizada virtualmente, por seu trabalho na Wikipedia árabe e em projetos médicos, especialmente o projeto COVID-19. | [ 17 ]                  |
| 2022 | Fotografia de mulher, usando óculos | Olga Paredes                | Wikipédia em espanhol           | Paredes foi selecionada no festival Wikimania 2022 por seu trabalho em torno dos usos educacionais dos projetos da Wikimedia na Bolívia e por sua atuação no combate ao hiato de gênero na internet. | [ 18 ]                  |
| 2023 |                                     | Taufik Rosman               | Wikcionário em malaio, Wikidata | Taufik foi homenageado na conferência Wikimania de 2023 em Cingapura por suas enormes contribuições ao Wikcionário malaio e pela ajuda dada na promoção de uma comunidade positiva de editores malaios da Wikimedia. | [ 19 ]                  |
| 2024 |                                     | Hannah Clover               | Wikipédia em inglês             | Clover coletou as histórias de mais de 200 editores por meio de seu projeto de "reflexões de editores". Ela também defendeu novos editores e aqueles que editam em smartphones. | [ 20 ]                  |

## Menções honrosas
| Ano  | Imagem                                                    | Ganhador(a)       | Principal projeto                             | Notas | Ref.          |
| ---- | --------------------------------------------------------- | ----------------- | --------------------------------------------- | --- | ------------- |
| 2015 |                                                           | Susanna Mkrtchyan | Wikipédia em arménio                          | Mkrtchyan, membro do conselho de diretores da Wikimedia em arménio. Ela foi premiada por suas atividades ("off-wiki"), incluindo "Um Armênio - Um Artigo", uma campanha de edição e um projeto de acampamento para jovens para ajudar os novos editores da Armênia. | [ 21 ]        |
| 2015 |                                                           | Satdeep Gill      | Wikipédia em punjabi                          | Gill é um colaborador indiano da Wikipedia em Punjabi. Ele foi premiado por encorajar as pessoas em sua universidade a editar a Wikipedia em punjabi, tornando-a a Wikipedia em idioma índico de crescimento mais rápido naquele ano. | [ 10 ]        |
| 2016 |                                                           | Mardetanha        | Wikipédia em persa                            | Mardetanha criou a versão em língua persa da The Wikipedia Library, que ajuda os editores a encontrar fontes de artigos. Três editoras doaram o acesso de pesquisa a seus trabalhos aos editores. | [ 6 ]         |
| 2016 |                                                           | Vassia Atanassova | Wikipédia em búlgaro                          | Atanassova estabeleceu o concurso "#100wikidays", que desafia os editores a criar um artigo da Wikipedia por dia durante cem dias. Mais de 120 colaboradores juntaram-se ao concurso e um terço dos editores o completou. | [ 6 ]         |
| 2017 | –                                                         | Diego Gómez       | –                                             | Estudante colombiano que foi processado por violações de copyright após compartilhar um artigo acadêmico on-line. Ele foi absolvido pela justiça colombiana. | [ 13 ] [ 22 ] |
| 2018 |                                                           | Nahid Sultan      | Wikipédia em bengali                          | Nahid Sultan é uma importante figura para o movimento da Wikimedia no Bangladesh, que lida com dificuldades legislativas para receber financiamento da Fundação Wikimedia. Nahid Sultan também é um membro global da Wikimedia, agindo como steward e um membro da OTRS da Wikimedia Commons. Além disso, ele co-gerencia várias contas em redes sociais pela Wikipedia, como a página no Facebook da Wikimedia Commons. | [ 23 ] [ 24 ] |
| 2018 |                                                           | Dra. Jess Wade    | Wikipédia em inglês                           | Jessica Wade ficou famosa após várias publicações, como o The Guardian e a CNN, noticiarem que Wade já havia criado, em apenas um ano, 270 artigos na Wikipédia sobre mulheres notáveis envolvidas com a ciência. | [ 25 ] [ 26 ] |
| 2021 |                                                           | Netha Hussain     | Wikipédia em inglês e a Wikipedia em malaiala | Netha é uma médica originária da Índia. Ela forneceu contribuições inestimáveis para o conteúdo médico nos projetos da Wikimedia, concentrando grande parte de seus esforços durante 2020-2021 na cobertura do COVID-19. Ela também iniciou o Vaccine Safety Project para lidar com a desinformação em torno das vacinas COVID-19.                                                                                       | [ 27 ]        |
| 2021 |                                                           | Carmen Alcázar    | Wikipédia em espanhol                         | Alcázar foi reconhecida por seu trabalho para reduzir a viés de gênero na Wikipedia em espanhol. | [ 28 ] [ 29 ] |
| 2022 | Fotografia de mulher branca, com cabelo comprido castanho | Anna Torres       | Wikipédia em espanhol                         | Torres foi premiada por sua atuação no fomento da Wikimedia na América Latina e sua liderança no processo estratégico do Movimento Wikimedia. | [ 18 ]        |
| 2023 |                                                           | Anton Protsiuk    | Wikipédia em ucraniano                        | Protsiuk é o Coordenador de Programas da Wikimedia Ucrânia. | [ 19 ]        |
| 2024 |                                                           | Gu Eun-ae         | Wikipédia em coreano                          | Gu é a diretora da Wikimedia Coreia, que ela ajudou a fundar. | [ 20 ]        |

## Novato do ano
| Ano  | Imagem | Ganhador(a)                           | Principal projeto    | Notas | Ref.   |
| ---- | ------ | ------------------------------------- | -------------------- | --- | ------ |
| 2021 |        | Carma Citrawati                       | WikiPustaka          | Começando a editar a versão balinesa da Wikipédia em 2019, Citrawati foi fundamental no desenvolvimento de uma versão balinesa do Wikisource chamada WikiPustaka por meio de seus valentes esforços para liderar uma equipe responsável por digitalizar e traduzir antigos escritos balineses que foram originalmente escritos em folhas de palmeira. | [ 30 ] |
| 2022 |        | Nkem Osuigwe                          | —                    | Com uma conta que começou em 2019, a Dra. Nkem Osuigwe ajudou a iniciar uma parceria com as Associações e Instituições Africanas de Bibliotecas e Informação em 2020, trabalhando com uma rede profissional existente para gerar mais de 27.000 edições e contando.                                                                                   | [ 18 ] |
| 2023 |        | Eugene Ormandy                        | Wikipédia em japonês | Ormandy criou dois grupos de usuários da Wikimedia: Comunidade de Estudantes Wikipedistas na Universidade de Waseda, Tóquio, e o Clube de Wikipedistas Toumon, Japão. Ele é o primeiro ganhador do prêmio do Japão. | [ 19 ] |
| 2024 |        | Comunidade Wayuu (Leonardi Fernández) | Wikipédia Wayuu      | Os Wayuu são um grupo indígena da Península de La Guajira, na Colômbia e na Venezuela. Fernández ajudou a estabelecer o grupo de usuários Wikimedistas Wayúu (Wikimedistas Wayuu) e a Wikipédia em língua Wayuu em 2023. | [ 20 ] |